# Religieus humanisme
Religieus humanisme is een integratie van religieuze gevoelens, rituelen of spiritualiteit met humanistische overtuigingen. De menselijke ervaringen, waarden, belangen en mogelijkheden staan hierbij centraal.
Er zijn twee mogelijke vertrekpunten voor religieus humanisme: sommigen vertrekken vanuit het humanistische gezichtspunt, maar staan daarbij open voor spiritualiteit, religieuze gevoelens of rituelen, anderen vertrekken vanuit een religieuze traditie (christendom, jodendom, islam) maar met een humanistische houding van 'redelijkheid'.
De niet-religieuze stroming binnen het humanisme is het seculier humanisme.
Spiritueel humanisme onderscheidt zich van het seculiere humanisme maar ook van het religieus humanisme. De spiritualiteit wordt gevonden in de eenheid met de natuur. De mens heeft daarin zijn eigen plaats en verantwoordelijkheid. Geen religie met regels, wel een spirituele eenheid die geleefd kan worden in volle verantwoordelijkheid voor eigen daden.
Sinds begin 2020 is er een leerstoel Religieus Humanisme en Compassie met een bijzonder hoogleraar ingesteld aan de Faculteit Religie en Theologie van de Vrije Universiteit te Amsterdam. Doel van deze leerstoel is om de religieus-humanistische traditie beter te bestuderen, wetenschappelijk te publiceren en docenten en studenten kennis te laten maken met dit gedachtegoed. Deze leerstoel is op bekostiging van het Apostolisch Genootschap.